# Atilla Tokatlı
Atilla Tokatlı (n. 1934, Denizli, Turcia – d. 21 februarie 1988, Istanbul, Turcia) a fost un scriitor, traducător și regizor turc.

## Biografie
Tokatlı a urmat studiile secundare la liceul Galatasaray, după care a locuit timp de mai mulți ani la Paris, unde a studiat filmologia. După întoarcerea în Turcia, a fost angajat la Teatrul Arena. A apărut în filmul Yorgun Savașçı. Apoi, a lucrat ca asistent de regie și apoi ca regizor. Filmul Denize İnen Sokak  a fost primit cu interes. Din 1965 a început să lucreze ca traducător. 

## Traducător
A tradus în limba turcă cele mai importante lucrări din domeniul filozofiei și artei. A obținut în 1971 premiul TDK pentru traducerea romanului Calul alb al Elsei Triolet. A mai tradus Caietele filozofice de Vladimir Lenin, Căderea Parisului de Ilya Ehrenburg, Așa s-a călit oțelul de Nikolai Ostrovski, Foma Gordeev de Maxim Gorki, Tragedia de Gorki, Șatra de Zaharia Stancu și Un tânăr singur de Roger Vailland.

## Lucrări
- Uluslararası İlișkiler Tarihi
- Ansiklopedik Felsefe Sözlüğü
- Sosyalist Kültür Ansiklopedisi
- Sosyalizm Nedir
- Gizli Örgütler

### Traduceri
- Zaharia Stancu: Çingenem (Șatra), Bilgi Yayınevi, Istanbul, 1971.

## Legături externe
- IMDb'de Atilla Tokatlı
- Sinema Türk'te Atilla Tokatlı[nefuncțională]